# Region Örebro län
Region Örebro län, tidigare Örebro läns landsting, är en svensk regionkommun som har ansvar för länets hälso- och sjukvård samt bland annat forskning, kollektivtrafik, infrastruktur, näringslivsutveckling, kultur och kompetensförsörjning. Regionen bildades den 1 januari 2015, vid en sammanslagning av landstinget och Regionförbundet Örebro. Riksdagen beslöt den 5 mars 2014 att Örebro läns landsting fick bilda den nya regionen.  Regionen är en av Örebro läns största arbetsgivare med omkring 12 225 anställda.

## Vårdcentraler
Vårdcentralerna tillhör primärvården och tar hand om 90 % av alla sjukdomar och skador. På vårdcentralerna finns distriktsläkare, distriktssjuksköterskor, barnhälsovård, barnmorskemottagning, ungdomsmottagning och sjukgymnaster.  Det finns också möjlighet att få en tid hos en kurator eller psykolog. I Örebro län finns 29 vårdcentraler, fyra av dem drivs på entreprenad. Varje dag görs omkring 1 900 läkarbesök på vårdcentralerna.

## Sjukhus
Sjukhusen svarar för den specialistvård som behövs vid exempelvis en operation eller en behandling. I Örebro län finns tre sjukhus. Det största är Universitetssjukhuset Örebro (USÖ) med 37 kliniker, 590 vårdplatser och 3 500 anställda. Karlskoga lasarett i västra länsdelen har sex kliniker, 150 vårdplatser och 900 anställda. Lindesbergs lasarett i norra länsdelen har fem kliniker, 100 vårdplatser och 700 anställda. Lasaretten i Karlskoga och Lindesberg ger framför allt länssjukvård till invånarna i sina närområden, men samverkar också med USÖ. Karlskoga lasarett samverkar också med Region Värmland. Alla tre sjukhusen har akutmottagningar som är öppna dygnet runt. Varje dag vårdas ca 1 000 patienter på något av sjukhusen, 70 patienter opereras och 64 ambulansuppdrag utförs.

## Tandvård
Folktandvården är samlingsnamnet för Region Örebro läns tandvårdskliniker. Länets invånare kan själva välja om de vill gå till Region Örebro läns Folktandvård eller privata tandläkare. Omkring 95 % av barnen och 40 % av de vuxna väljer Folktandvården. Den största delen av verksamheten är allmäntandvård men det finns också specialisttandvård. Det finns totalt 23 kliniker i Örebro län. Tandvården är avgiftsfri för alla barn och ungdomar t.o.m. det år man fyller 23.

## Forskning
Region Örebro län bedriver forskning inom det medicinska vetenskapsområdet tillsammans med Örebro universitet. Huvudinriktningen är klinisk patientnära forskning som olika former av ohälsa; utbrändhet och stress, modern genetik och folksjukdomar som diabetes och cancer. Region Örebro län lägger varje år omkring 100 miljoner kronor på forskning, delar finansieras genom olika fonder.

## Kollektivtrafik
Länstrafiken Örebro är regionens varumärke för den lokala och regionala kollektivtrafik med buss som regionen ansvarar för.
Region Örebro län är också delägare i de regionala tågbolagen Tåg i Bergslagen och Mälardalstrafik.

## Utbildning
Region Örebro län driver två egna folkhögskolor Fellingsbro folkhögskola för människor med funktionsnedsättning, och Kävesta folkhögskola med kulturinriktning. Region Örebro län samarbetar också med Örebro universitet. Vårterminen 2011 startade den första läkarutbildningen i länet.

## Kultur
Region Örebro län ansvarar för Örebro läns museum och Länsteatern i Örebro och till viss del Länsmusiken i Örebro. Region Örebro län ger också stöd till länets kultur- och föreningsliv och delar varje år ut ett kulturpris och flera kulturstipendier. Kulturpriset går till en person eller kulturaktör som gjort en stor insats för länets kulturliv inom områdena bild och form, dans, film, litteratur, musik, slöjd och teater.
Kulturpriset är på 50 000 kronor och har tilldelats:
- 2007 – Ingela och Lars Agger.[5]
- 2008 – Gerd Göran.[6]
- 2009 – Björn Johansson, musiklärare på Risbergska skolan.[7][8]
- 2010 – Arne Johnsson, poet.[9]
- 2011 – Anders Damberg.[10]
- 2012 – Teater Martin Mutter, bland annat för ”teaterns förmåga att lyfta människors kreativitet”.[11][12]
- 2013 – Anders Jacobsson och Sören Olsson[13][14]
- 2014 – Alexandra Royal, skådespelerska, brobyggare mellan teckenspråk och talat språk i kulturen.[15]
- 2015 – Cecilia Jansson, konstnär[16]
- 2016 – Anders och Birgitta Fasth, gallerister[17]
- 2017 – Maria Sveland, författare[18]
- 2018 – Sébastien Dubé, musiker[19]
- 2019 – Hanna Lekander, skådespelare [20]
- 2020 – Ted Ström, kompositör och artist.[21]
- 2021 – Kathie Pettersson
- 2022 – Björn Wallgren, musik
- 2023 – Jimmy Nivrén Olsson, manusförfattare[22]
- 2024 – Helena Hedlund, författare, dramatiker och skådespelare[23]

## Organisation

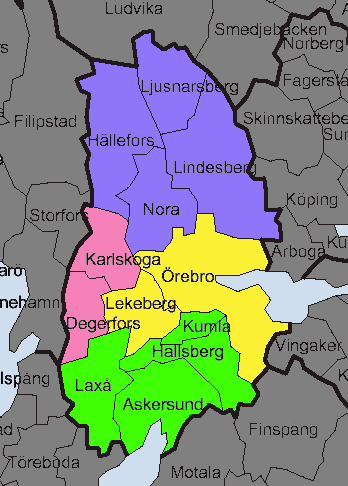
Region Örebro läns valkretsar vid val till Regionfullmäktige.

Region Örebro län är, som alla regioner, en politiskt styrd organisation med regionfullmäktige som högsta beslutande organ. Vid regionvalet vart fjärde år väljer länets invånare de ledamöter från hela länet som ska företräda dem. Fullmäktige beslutar om hur mycket skatt som länsinvånarna ska betala till Region Örebro län. De anger också de ekonomiska ramarna och riktlinjerna för verksamheten och fastställer budget. Fullmäktige har möten sex gånger om året. Mötena är öppna för allmänheten och direktsänds också via Region Örebro läns webbsida.   
Regionstyrelsen har det verkställande politiska ansvaret och bereder ärenden som behandlas i regionfullmäktige. Styrelsen består av 15 ledamöter som är valda av fullmäktige. Arbetet leds av ordförande Andreas Svahn (S).
Basen i den politiska organisationen är tre nämnder. Nämnderna har olika ansvarsområden och arbetar mot olika verksamheter.
De tre nämnderna
- Nämnd för regional tillväxt
- Nämnd för hälsa, vård och klinisk forskning
- Nämnd för samhällsbyggnad

### Regionstyrelsens ordförande / Regionråd
| Namn | Namn                           | Från | Till | Politisk tillhörighet |
| ---- | ------------------------------ | ---- | ---- | --------------------- |
|      | Ingemar Karlsson               | 1984 | 1991 | Socialdemokraterna    |
|      | Sören Gunnarsson               | 1992 | 2004 | Socialdemokraterna    |
|      | Marie-Louise Forsberg Fransson | 2004 | 2017 | Socialdemokraterna    |
|      | Andreas Svahn                  | 2017 | 2025 | Socialdemokraterna    |
|      | Jenny Steen                    | 2025 |      | Socialdemokraterna    |

### Mandatfördelning i valen 1916–1966
| 14 | 17 | 22 |

|  | 16 |  | 16 | 21 |

|  | 17 | 4 | 15 | 9 |

| 44 |

| 2 | 21 | 3 | 10 | 13 |

| 48 |

| 26 | 3 | 11 | 9 |

| 48 |

| 22 | 4 | 11 | 11 |

| 46 |

| 26 |  | 5 | 8 | 8 |

| 46 |

| 34 | 4 | 7 | 4 |

| 46 |

|  | 32 | 3 | 10 | 3 |

| 45 |

| 3 | 28 | 7 | 11 |  |

| 47 |

| 31 | 6 | 14 |  |

| 47 |

|  | 32 | 4 | 14 | 6 |

| 50 |

| 33 | 6 | 11 | 9 |

| 51 | 8 |

| 36 | 8 | 11 | 6 |

| 50 | 11 |

| 3 | 32 | 10 | 10 | 6 |

### Mandatfördelning i valen 1970–2022
|  | 32 | 13 | 9 | 5 |

| 52 | 9 |

| 3 | 32 | 14 | 6 | 6 |

| 50 | 11 |

| 3 | 36 | 17 | 7 | 8 |

| 50 | 21 |

| 4 | 37 | 13 | 7 | 10 |

| 45 | 26 |

| 4 | 38 | 10 | 4 | 3 | 12 |

| 45 | 26 |

| 4 | 36 | 8 | 9 |  | 12 |

| 46 | 25 |

| 4 | 35 | 3 | 8 | 9 | 3 | 9 |

| 42 | 29 |

| 4 | 32 | 7 | 9 | 6 | 13 |

| 44 | 27 |

| 5 | 37 | 3 | 6 | 6 | 3 | 11 |

| 35 | 36 |

| 10 | 30 | 3 | 4 | 4 | 8 | 12 |

| 33 | 38 |

| 7 | 32 | 3 | 5 | 8 | 7 | 9 |

| 38 | 33 |

| 5 | 31 | 3 | 3 | 5 | 5 | 6 | 13 |

| 35 | 36 |

| 4 | 31 | 4 | 4 | 4 | 5 | 4 | 15 |

| 38 | 33 |

| 5 | 29 | 4 | 8 | 4 | 4 | 4 | 13 |

| 38 | 33 |

| 6 | 25 | 3 | 9 | 5 | 4 | 6 | 13 |

| 39 | 32 |

| 6 | 24 | 3 | 11 | 5 | 3 | 5 | 14 |

### Valkretsar
Region Örebro läns område är indelat i fyra valkretsar. De omfattar Lindesbergs, Nora, Hällefors och Ljusnarsbergs kommuner, Örebro och Lekebergs kommuner, Karlskoga och Degerfors kommuner, respektive Kumla, Hallsbergs, Askersunds och Laxå kommuner.

## Finansiering
Region Örebro läns verksamhet kostar omkring sex miljarder kronor varje år. Verksamheten finansieras genom skatteintäkter. En genomsnittlig löntagare betalar drygt 2 000 kronor i månaden i skatt till Region Örebro län. Hälso- och sjukvården är den största av Region Örebro läns verksamheter och svarar för drygt 86 % av kostnaderna. Mer än hälften av kostnaderna går till löner.